# بطاقة الهوية الإماراتية
بطاقة الهوية الإماراتية هي بطاقة الهوية الوطنية لدولة الإمارات العربية المتحدة التي تصدرها وتديرها الهيئة الاتحادية للهوية والجنسية. التسجيل في البرنامج إلزامي بموجب القانون لجميع المواطنين والمقيمين في دولة الإمارات العربية المتحدة.
تعتبر بطاقة الهوية الإماراتية وثيقة الهوية الوحيدة المقبولة (إلى جانب جوازات السفر) من قبل جميع الجهات الحكومية المحلية والاتحادية في دولة الإمارات العربية المتحدة. وهي بمثابة توقيع رقمي لحاملها وهي ضرورية للدخول في اتفاقيات الاتصالات واستخدام المرافق وعقود الإيجار وغيرها. أعلن مصرف الإمارات العربية المتحدة المركزي أن جميع الحسابات المصرفية الشخصية في الدولة ستتطلب بطاقة هوية إماراتية سارية اعتباراً من فبراير 2019.
كما تعد بطاقة الهوية الإماراتية إحدى الوثائق المقبولة للعبور الحدودي الإلكتروني في جميع مطارات الإمارات الدولية. يستخدم Smartpass وهو تطبيق هوية إلكترونية طورته هيئة تنظيم الاتصالات (TRA) بيانات من هيئة الإمارات للهوية للتحقق من هوية المستخدمين في جميع الجهات الحكومية في دولة الإمارات العربية المتحدة.

## استخدامات بطاقة الهوية الإماراتية
لبطاقة الهوية الإماراتية استخدامات متعددة منها:

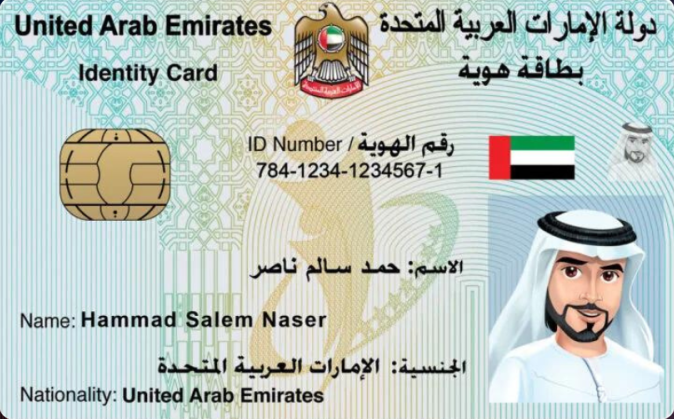
بطاقة الهوية الإماراتية

- الاستفادة من الخدمات الالكترونية في دولة الإمارات
- إثبات هوية حاملها بالإضافة لتوفير بياناته الشخصية بشكل تدقيق
- المشاركة في انتخاب المجلس الوطني الاتحادي
- تعتير وثيقة سفر للمواطنين الإماراتيين المسافرين إلى دول مجلس التعاون الخليجي
- الدفع في عدد من البنوك والخدمات
- العبور عبر البوابات الالكترونية في مطارات الإمارات

## مواصفات بطاقة الهوية الإماراتية
تحتوي البطاقة الالكترونية الإماراتية على تركيبة تكنولوجية تضمن مستويات مرتفعة من الدقة والأمان وترتكز على ثلاث خصائص وهي البطاقة الذكية، ومفاتيح التوقيع الالكتروني للتحقق من الهوية، والبصمات. وتحتوي البطاقة على شريحة الكترونية تحمل البيانات الشخصية لصاحبها، والتي يكون بعضها مشفراً، حيث تتم قراءتها آلياً في الاستخدامات التي تتطلب اثبات الهوية.